# Route nationale 73 (Suède)
Pour les articles homonymes, voir Route nationale 73.
La route nationale 73 (en suédois : Riksväg 73) est une route reliant Stockholm à Nynäshamn en Suède,.

## Description
Au sud du centre de Stockholm, la route nationale 73 commence au carrefour de Johanneshov avec la route européenne 4.
Depuis la sortie Stockholm-Hornstul, la route entre dans un tunnel de 2,8 kilomètres de long, qui fait partie du système de tunnels de la Södra Länken.
A la jonction avec la route comtale 222, la route nationale 73 refait surface, la route s'appelle désormais Nynäsvägen
À la jonction de Gubbängen, elle passe sous la route comtale 229 (Örbyleden/Tyresövägen), continue au-delà de Farsta, passe la frontière de la commune d'Huddinge où elle rejoint ensuite la route comtale 271 (Magelungsvägen). 
Elle traverse ensuite Trångsund et Skogås.
À Handen, elle passe au-dessus du point final de la route départementale 260 (Gudöbroleden), continue en passant par Jordbro, Västerhaninge, Landfjärden et Ösmo jusqu'à Nynäshamn, où la route nationale 73 se termine à la gare et au quai de Gotland.
La longueur de la route est de 57 kilomètres.

## Tracé
| Km    | Lieu                 | Carte interactive |
| ----- | -------------------- | ----------------- |
| 0 km  | Stockholm            |                   |
|       | Enskede-Årsta-Vantör |                   |
|       | Farsta               |                   |
|       | Haninge              |                   |
|       | Handen               |                   |
|       | Jordbro              |                   |
|       | Västerhaninge        |                   |
|       | Tungelsta            |                   |
|       | Landfjärden          |                   |
|       | Segersäng            |                   |
|       | Ösmo                 |                   |
| 57 km | Nynäshamn            |                   |